# Riemann-tenzor
A Riemann-tenzor vagy Riemann–Christoffel-tenzor a tér görbületét leíró tenzor, melyet Bernhard Riemannról és  Elwin Bruno Christoffelről neveztek el.

## Definíció
A sokaság belső geometriájára jellemző görbületet a görbületi tenzor vagy Riemann-tenzor írja le. Az u és v vektormezők kommutációs tulajdonságait vizsgálva, definiálhatjuk a következő vektort
{\displaystyle R(u,v)w=\nabla _{u}\nabla _{v}w-\nabla _{v}\nabla _{u}w-\nabla _{[u,v]}w}
Itt nabla a kovariáns deriváltat jelöli. A fenti egyenletben fellépő R tenzort nevezzük
görbületi vagy Riemann-tenzornak.

## A Riemann-tenzor lokális koordinátákban
A Riemann-tenzort felírhatjuk lokális koordinátákban a Christoffel-szimbólumok segítségével:
{\displaystyle {R^{\rho }}_{\sigma \mu \nu }=\partial _{\mu }\Gamma _{\nu \sigma }^{\rho }-\partial _{\nu }\Gamma _{\mu \sigma }^{\rho }+\Gamma _{\mu \lambda }^{\rho }\Gamma _{\nu \sigma }^{\lambda }-\Gamma _{\nu \lambda }^{\rho }\Gamma _{\mu \sigma }^{\lambda }}

ahol {\displaystyle \partial _{\mu }=\partial /\partial x^{\mu }}, és a kétszer előforduló indexekre automatikus összegzés értentő (Einstein-féle összegzési konvenció).
A teljesen kovariáns alakja pedig a következő
{\displaystyle R_{\rho \sigma \mu \nu }=g_{\rho \zeta }{R^{\zeta }}_{\sigma \mu \nu }}
itt {\displaystyle g_{\rho \zeta }} a metrikus tenzort jelöli.

## Bianchi-azonosságok
A Riemann-tenzorral kapcsolatban bebizonyíthatóak az ún. Bianchi-azonosságok.
Az első Bianchi-azonosság a következő:
{\displaystyle R_{abcd}+R_{acdb}+R_{adbc}^{}=0}
Ezt szokás az alábbi rövidebb formában is használni:
{\displaystyle R_{a[bcd]}^{}=0}
itt a szögletes zárójel a tenzor antiszimmetrikus részét jelöli.
A második Bianchi-azonosság pedig a következő alakú:
{\displaystyle R_{abcd;e}^{}+R_{abde;c}^{}+R_{abec;d}^{}=0}
vagy rövid formában
{\displaystyle R_{ab[cd;e]}^{}=0}
ahol a pontosvessző a kovariáns deriváltat jelöli.

## Szimmetriái
A Riemann-tenzor az indexpárjaiban szimmetrikus
{\displaystyle R_{abcd}^{}=R_{cdab}}
Az első két indexében és az utolsó két indexében pedig antiszimmetrikus:
{\displaystyle R_{abcd}^{}=-R_{bacd},\ \ \ \ R_{abcd}^{}=-R_{abdc}}